# Eurécia
 (mai 2021).
La mise en forme du texte ne suit pas les recommandations de Wikipédia : il faut le « wikifier ».
Les points d'amélioration suivants sont les cas les plus fréquents :
- Les titres sont pré-formatés par le logiciel. Ils ne sont ni en capitales, ni en gras.
- Le texte ne doit pas être écrit en capitales (les noms de famille non plus), ni en gras, ni en italique, ni en « petit »…
- Le gras n'est utilisé que pour surligner le titre de l'article dans l'introduction, une seule fois.
- L'italique est rarement utilisé : mots en langue étrangère, titres d'œuvres, noms de bateaux, etc.
- Les citations ne sont pas en italique mais en corps de texte normal. Elles sont entourées par des guillemets français : « et ».
- Les listes à puces sont à éviter, des paragraphes rédigés étant largement préférés. Les tableaux sont à réserver à la présentation de données structurées (résultats, etc.).
- Les appels de note de bas de page (petits chiffres en exposant, introduits par l'outil «  Source ») sont à placer entre la fin de phrase et le point final[comme ça].
- Les liens internes (vers d'autres articles de Wikipédia) sont à choisir avec parcimonie. Créez des liens vers des articles approfondissant le sujet. Les termes génériques sans rapport avec le sujet sont à éviter, ainsi que les répétitions de liens vers un même terme.
- Les liens externes sont à placer uniquement dans une section « Liens externes », à la fin de l'article. Ces liens sont à choisir avec parcimonie suivant les règles définies. Si un lien sert de source à l'article, son insertion dans le texte est à faire par les notes de bas de page.
- La présentation des références doit suivre les conventions bibliographiques. Il est recommandé d'utiliser les modèles {{Ouvrage}}, {{Chapitre}}, {{Article}}, {{Lien web}} et/ou {{Bibliographie}}. Le mode d'édition visuel peut mettre en forme automatiquement les références.
- Insérer une infobox (cadre d'informations à droite) n'est pas obligatoire pour parachever la mise en page.

Pour une aide détaillée, merci de consulter Aide:Wikification.
Si vous pensez que ces points ont été résolus, vous pouvez retirer ce bandeau et améliorer la mise en forme d'un autre article.
 (mai 2021).
Eurécia est une entreprise française fondée en 2006 qui développe des solutions en SaaS dédiées à l'engagement du collaborateur en entreprise (mesure eNPS, SIRH, formations, événements) et de gestion des ressources humaines.
La solution Eurécia permet notamment de gérer le suivi des congés et des absences, les notes de frais, la planification du temps et des équipes, le suivi des entretiens, la préparation de la paie [...] et propose également des fonctionnalités innovantes pour dynamiser le management en entreprise (feedback 360°, entretien one to one, feedback, flux d'énergie, etc.).
La société est installée à Castanet-Tolosan près de Toulouse dans le Campus Eurécia.

## Historique
En août 2017, Eurécia lance un MooC dédié à la mise en place d’un SIRH en PME.
En janvier 2018, Eurécia lance un outil de mesure du bien-être en entreprise,.
En février 2018, Eurécia intègre un robot a ses équipes avec l’aide des étudiants du département robotique de l’UPSSITECH,.
En 2018, la société est sélectionnée par France Num, portail national de la transformation numérique des entreprises.
En mars 2019, Eurécia lance un Partenariat Education et propose un accès à ses solutions à plus de 2000 étudiants à des fins pédagogiques.
En novembre 2020, Eurécia est élu service client de l'année 2021 dans la catégorie Éditeur de logiciels,. L'entreprise est à nouveau lauréate pour 2022 et 2023.
En 2025, Eurécia lance Eurécia Média, un espace de contenus alimenté par des journalistes et destiné à accompagner les collaborateurs dans leur quotidien professionnel.

## Culture d'entreprise
Eurécia signe en 2019 le Gender Agreement en faveur de l'égalité femmes/hommes.
En 2023, la PME décroche le label "Engagé RSE" niveau Confirmé de l’AFNOR.
En 2024, Eurécia rejoint l’initiative #StOpE.